# Ambasadorowie Chin w Malawi
Chiny posiada swojego przedstawiciela w randze ambasadora w Republiką Malawi od 2008 roku.
| L.p. | Ambasador    | Okres pełnienia funkcji  |
| ---- | ------------ | ------------------------ |
| 1.   | Lin Songtian | maj 2008 – sierpień 2010 |
| 2.   | Pan Hejun    | od sierpnia 2010         |